# Yuma Asami

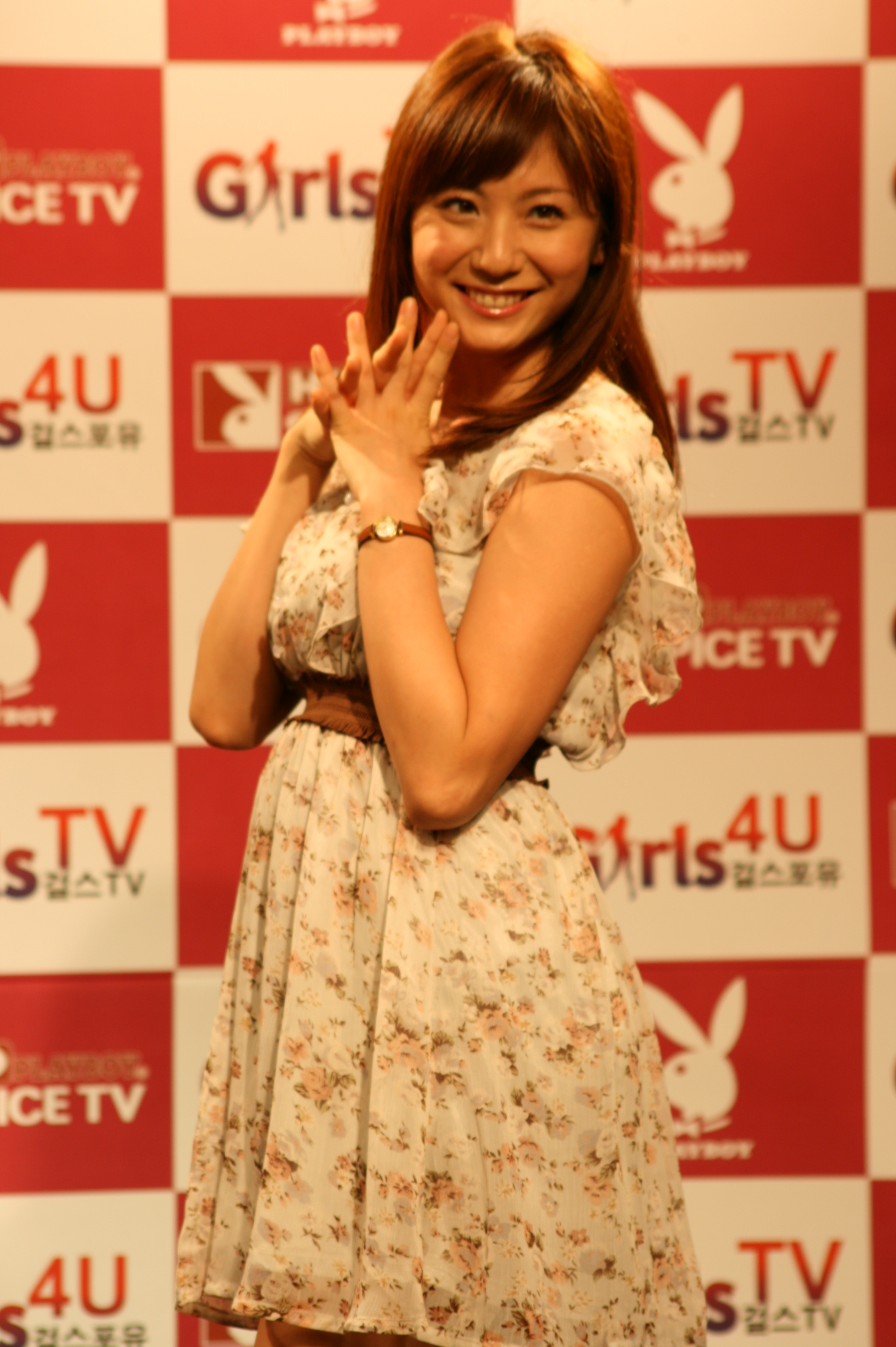
Yuma Asami (2009)

Yuma Asami (japanisch 麻美ゆま Asami Yuma, * 24. März 1987 in der Präfektur Gunma) ist ein japanischer Erotik-Star (AV Idol). Schon wenige Jahre nach Beginn ihrer Karriere 2005 gehörte sie zu den bekanntesten japanischen Models auf den oberen Plätzen der Verkaufscharts und mit zahlreichen Branchenauszeichnungen. Sie spielte nicht nur in Hardcore- und Softcore-Pornos, sondern auch in Pink Films und in Mainstream-Fernsehproduktionen. 2008 begann sie außerdem eine Musikerkarriere, zunächst solo, bald als Leader der Ebisu Muscats. Eine Krebserkrankung beendete 2013 ihre Pornokarriere. Wieder genesen, verkündete sie 2015, sich aus dem Pornogeschäft zurückzuziehen und sich künftig auf die Musik zu konzentrieren.

## Werdegang

### Film und Fernsehen
Sie war ab 2005 bei Alice Japan (jap. アリスJAPAN arisu japan) und S1 (jap. エスワン esu wan) unter Vertrag und hat dort monatlich jeweils etwa einen Film gedreht. Bei den meisten ihrer Filme für Alice Japan führte Yuji Sakamoto Regie, bei den meisten Filmen für S1 Hideto Aki. S1 schließt keine Exklusiv-Verträge ab und ist auf Mainstream-Pornografie spezialisiert. Das Label ist damit eher untypisch für Japanische Pornografie. Gleichzeitig gilt es aber auch als Karriere-Sprungbrett, das es den Models ermöglicht, auch für andere Labels tätig zu werden.
Asami wurde rasch zu einer der beliebtesten japanischen Pornodarstellerinnen. Ab 2006 gewann sie diverse Erotik-Branchenpreise. Im August 2008 war sie auf Platz 3 der Liste der japanischen Models mit den meisten verkauften DVDs.
Wie für japanische AV Idols üblich, wirkte sie nicht nur in Hardcore-Filmen mit, sondern auch in Softcore-Produktionen wie Ninja She Devil (jap. 妖艶くノ一伝 ～鍔女篇) von Yoshikazu Katō von 2006 oder der über 12 Wochen bei TV Tokyo ausgestrahlten Manga-Adaption Shimokita GLORY DAYS (jap. 下北GLORY DAYS). Außerdem spielte sie in verschiedenen Pink Films, z. B. 2008 in dem erotischen Horrorfilm Siren X von Hideo Jojo und von 2010 bis 2012 in drei Filmen von Kyōko Aizome: Shinshaku: Yojōhan fusuma no shitabari (jap. 新釈　四畳半襖の下張り), einer Neuinterpretation einer älteren Romanverfilmung von Kafū Nagai, Abe Sada: Saigo no nanokakan (阿部定 ～最後の七日間～), wo Asami die Hauptrolle der Sada Abe spielt, und Captive Market (jap. 奴隷市) nach einem Roman von Oniroku Dan.

### Multimedia
Bereits 2006 hatte sie eine Rolle in dem Spiel Yakuza 2 für PlayStation 2.
2010 war sie Hauptdarstellerin in einem der beiden ersten 3D-Pornos, dem von S1 produzierten Titel Attracting The Best Stereoscopic 3D Yuma Asami Sex BODY, der zeitgleich mit der Einführung der 3D-Fernseher von Sony und Panasonic auf den Markt kam und den Absatz der Fernseher befeuerte.

### Musik
Im Januar 2008 veröffentlichte sie eine Solo-CD mit J-Pop. Zur Verkaufsförderung lag eine Bonus-DVD mit u. a. 60 Minuten Bildmaterial bei.
Im Sommer 2008 war sie dann Gründungsmitglied der Ebisu Muscats, einer für eine TV-Show zusammengestellten Idol-Girlgoup, die ab 2010 auch Singles und Alben veröffentlichte und Live-Tourneen absolvierte. Die Gruppe hatte eine häufig wechselnde Besetzung von rund 20–30 Mädchen. Asami folgte Sola Aoi als Leader der Gruppe und hatte diese Position bis zu ihrer Krebserkrankung inne, als sie von Aino Kishi abgelöst wurde. Das Abschiedsalbum (jap. 卒業アルバム sotsugyō arubamu) von 2013 erreichte die Top 10 der japanischen Charts. Bei der Neuformation der Gruppe 2015 gehörte sie dieser erneut als eines von drei PTA members (eine Art Ehren-Altersmitgliedschaft) an. Sie ist das einzige seit der Gründung der Gruppe mitwirkende Model.

### Kampf mit dem Krebs
Eine Krebs-Operation, bei der ihr Uterus und ihre Eierstöcke entfernt wurden, sowie mehrere anschließende Chemotherapien beendeten 2013 ihre Karriere als Hardcore-Darstellerin. Trotz begonnener Chemotherapien absolvierte sie 2013 noch Auftritte im Rahmen der Abschiedstournee der Ebisu Muscats.
Im Mai 2014 erschien ihre Autobiografie Re Start ~どんな時も自分を信じて~ donna toki mo jibun wo shin jite, in der sie ihr früheres Leben und ihren Kampf mit dem Krebs beschreibt. Für das Cancer Net Japan wirkte sie an einer Kampagne zur Prävention von Unterleibskrebs mit.
Im Mai 2015 verkündete sie offiziell, sich aus der Erotikbranche zurückzuziehen, aber weiter als Musikerin und Sängerin aktiv sein zu wollen.